# Heksenstoet

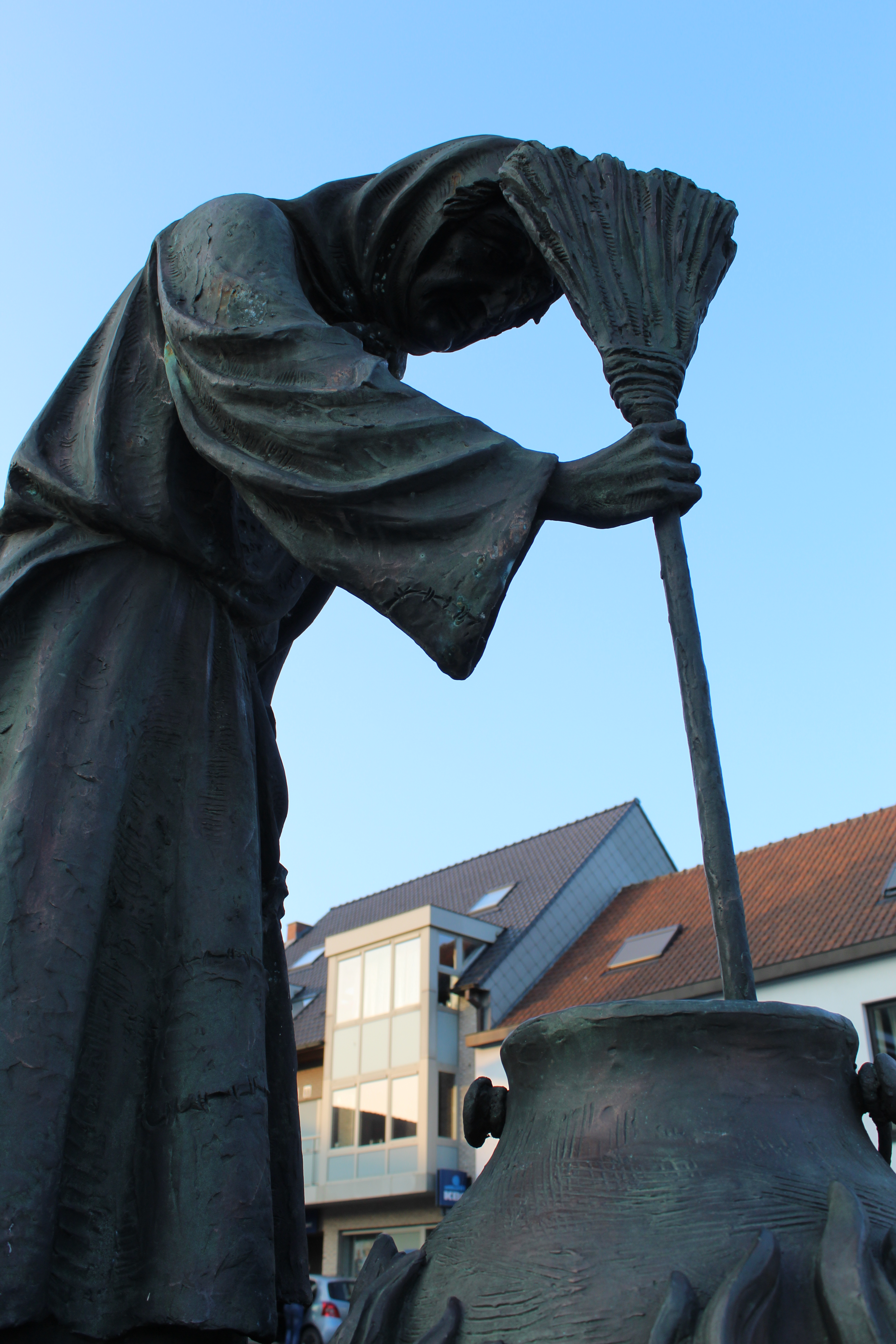
Heksenmonument in Beselare

De Heksenstoet is een tweejaarlijkse stoet waar duizenden figuranten, muzikanten, reuzen en wagens folkloristische vertelsels en taferelen over heksen in Beselare en daarbuiten voor het publiek brengen. Sinds 2012 is de heksenstoet opgenomen in de Vlaamse lijst van immaterieel cultureel erfgoed.
Beselare staat bekend als het heksendorp of toveressenparochie. Dat heeft het te danken aan de verhalen en legendes over heksen, toverij, zwarte en witte magie die er generatie op generatie werden verteld en letterkundige later publiceerden. Het zijn die oude verhalen die de heksenstoet sinds 1963 tot leven brengt.
De laatste zondag van juli op oneven jaartallen trekken Sefa Bubbels, de meestertovenaresse, negen andere Beselaarse heksen, heksen uit sprookjes en 'heksen van heinde en ver' door de dorpskern. De avond van de stoet sluit feestelijk af met de heksenveroordeling en de heksenverbranding. In de weken voor de stoet valt van alles te beleven of te bezichtigen rond de folkloristische heksen.

## Ontstaan
Dat Beselare gekend staat als heksendorp hebben ze te danken aan enkele letterkundigen die de legendes over heksen neerschreven en ervoor zorgden dat ze zo bewaard bleven. Volksschrijver Edward Vermeulen, pseudoniem Warden Oom, werd geboren te Beselare in 1861. Ondanks dat hij er maar vier jaar woonde, schreef hij romans en verhalenbundels waarin heksenlegendes over Beselare verwerkt zaten. Door die verhalen kreeg Beselare de reputatie van heksendorp.
Ook Lodewijk De Wolf, doctor in de wijsbegeerte en letteren en onderpastoor van Beselare van 1911 tot aan WOI, verzamelde foto's en schreef aantekeningen over Beselare en zijn folkloristische geschiedenis. Ten gevolge van de bezetting door Duitsers ging zijn gehele bibliotheek verloren.
Later halfweg de 20e eeuw bracht Jozef Maes oude vertelsels over de toveressenparochie terug onder de aandacht in zijn Beselaarse gedenkboeken. Zijn zoon Oswald Maes herschreef in 2001 die verhalen over de dorpsheksen in het boek Tooveresse wie syde ghy?. Oswald Maes was ook geestesvader van de heksenstoet. Hij regisseerde jarenlang de stoet en hielp mee met de opstart van de heksenstoet.
Door de vele opschriften en verhalen over die legendes, trokken in 1959 bewoners uit de Zonnebekestraat (nu Beselarestraat) naar het gemeentehuis om hun meestertovenaresse Sefa Bubbels te dopen. Wat oorspronkelijk een straatkermis was, groeide in 1963 uit tot de heksenstoet.

## Edities
De stoet werd in 1990 live uitgezonden op de toenmalige BRT. Tijdens de 44e editie in 2015 startte de stoet voor het eerst in 56 jaar tijdens een regenbui. De 46ste editie in 2019 had als thema 'de boel op stelten'. Deze editie was tevens ook het 60-jarig jubileum van de heksenstoet. De organisatie telde ongeveer 1.300 medewerkers en er waren ongeveer 30.000 bezoekers. De 47ste heksenstoet werd ten gevolge van de coronapandemie tweemaal uitgesteld en vond het pas plaats op zondag 30 juli 2023.

## Heksenfolklore in Beselare

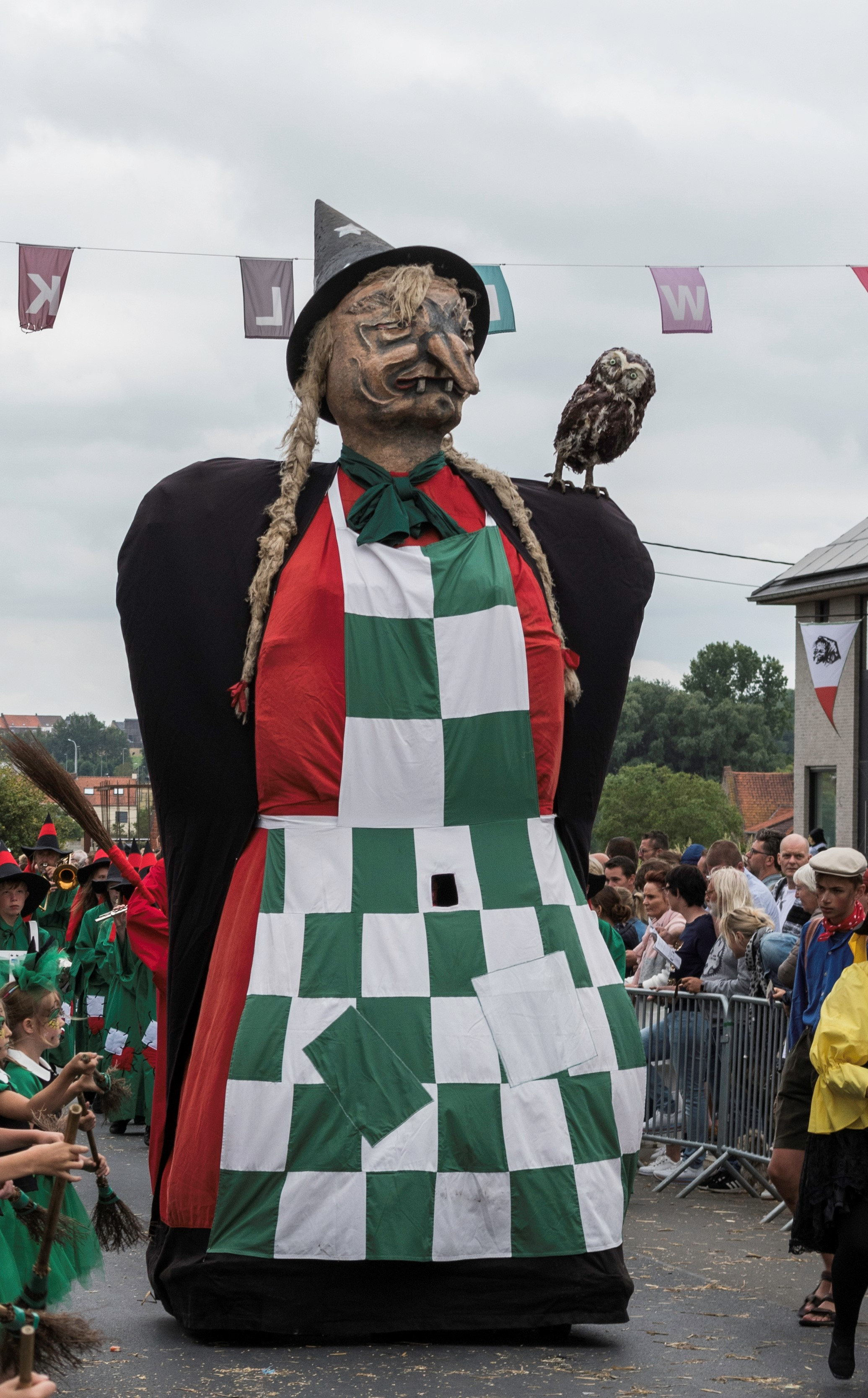
Reuzin Sefa Bubbels tijdens de stoet

### Sefa Bubbels
Sefa werd geboren als Jozefa Coleta Bubbels. Dochter van molenaar Judocus Bubbels en Joanna Belettere. Langs moeders zijde was zij dus de nicht van Calle Bletters. Sefa was een streuse vrouw met macht als een paard. Zowel zij als haar vader hadden wratten in het aangezicht. Haar vader werd ookwel Dokus Bubbels genoemd omdat hij vol stond met bubbels. Sefa werd geboren in de hondsdagen van 1667. Met haar ouders woonde ze aan het Steenhuylbusch, in het dal van herberg 'De reutel' naast de Polygonebeek. Ook nadat haar ouders waren gestorven bleef Sefa er wonen. Ze ging werken als koemaarte in 't Moerhof te Geluveld. Waar ze haar man, Pieter Jocobus Bierboom, leerde kennen en mee trouwde op 26e jarige leeftijd. Pieter was net als Sefa streus gebouwd, maar heel schuchter. Samen kregen ze 7 kinderen. Kukske van 't Moerhof, Kootje Cluyte, Slekke Laps, Djakke Ramulte, Puiste Sleuvers, Klakke Crotte en Bellotje. In de jaren waarin haar kroost opgroeide, brak de pestziekte uit in de parochie. Geen enkel huis bleef gespaard, ook Sefa niet. Ze mocht haar man en 5 van haar kinderen naar het kerkhof dragen. Haar oudste twee kinderen bleven gespaard, maar zijn nadat de pest overwaaide uit huis vertrokken. Sefa bleef alleen en verbitterd achter in armoede. Ze leefde van haar melkgeit, gekweekte konijnen, ging schooien bij ander parochianen en ging naar de broodbedeling van dis (armenzorg) in de kerk.
Steeds meer en meer werden vreemde gebeurtenissen gelinkt aan Sefa. Iedereen vreesde haar. Meer en meer kwamen klachten binnen over spokerij waar Sefa in zou betrokken zijn. Paarden met slijmkoorts, koeien met staarteuvel, ... Sefa werd door de Baljuw gevraagd in 't Wethuis. Een eerste keer deed Sefa of zij niets wist of afwist van al die spokerij, een tweede keer kwam zij zat, nadat ze met Leeme Caduul wijn had gedronken, binnen en was niet in staat om ondervraagd te worden. De Baljuw stuurde haar weg. Sefa vertrok kwaad huiswaarts. In de nacht die volgde had Sefa haar bruingrijze steenuil opgetrommeld om alle heksen op te roepen tot een heksenvergadering. De volgende morgen stond heel Beselare overeind, het had er die nacht nog nooit zo erg gespookt.
De tijd vloog voorbij en ook Sefa werd ouder. Aan het eind van juli van het jaar 1750, tijdens een snikhete zomer hadden noch de buurt en noch de dis (armenzorg) Sefa gezien. Maar niemand durfde haar huis te naderen om te kijken waar ze was. Uiteindelijk trokken de Baljuw samen met een politiedienaar en geneesheer van het dorp richting het Steenhuylbusch. Wanneer men daar aankwam trof met Sefa dood aan, gestorven tijdens de maaltijd aan een beroerte. Met op de uilenbalk dertien slapende steenuilen. Een timmerman uit het dorp maakte een ruwe kist om Sefa in op te bergen en te begraven. Maar de bijgelovigheid was zo groot dat niemand de durf had om Sefa in haar kist naar het kerkhof te brengen met paard en kar. Uiteindelijk werd een koetsier van de markies aangeduid om de grote zware lijkkist naar het kerkhof te vervoeren. Op de laatste zondag van juli 1750 werd Sefa onder het ziende oog van 't volk ten ruste gebracht. Achter de kar met haar kist liepen vrouwen met een diepe kapmantel huilend om hun beminde Sefa, het waren Clette 't Aendegat, Meele Crotte, Tanneken Vanhulle, Leeme Caduul en Belle Fakke die met haar bel Sefa's eindklok sloeg. Op het moment dat men Sefa begroef, begon het te onweren. De bliksem sloeg in op het Steenhuylbusch en er ontstond vuur. Sefa haar woonst hing in vlammen op. De steenuilen vlogen weg in een zwerm richting d' Eijer Pandenbusschen.

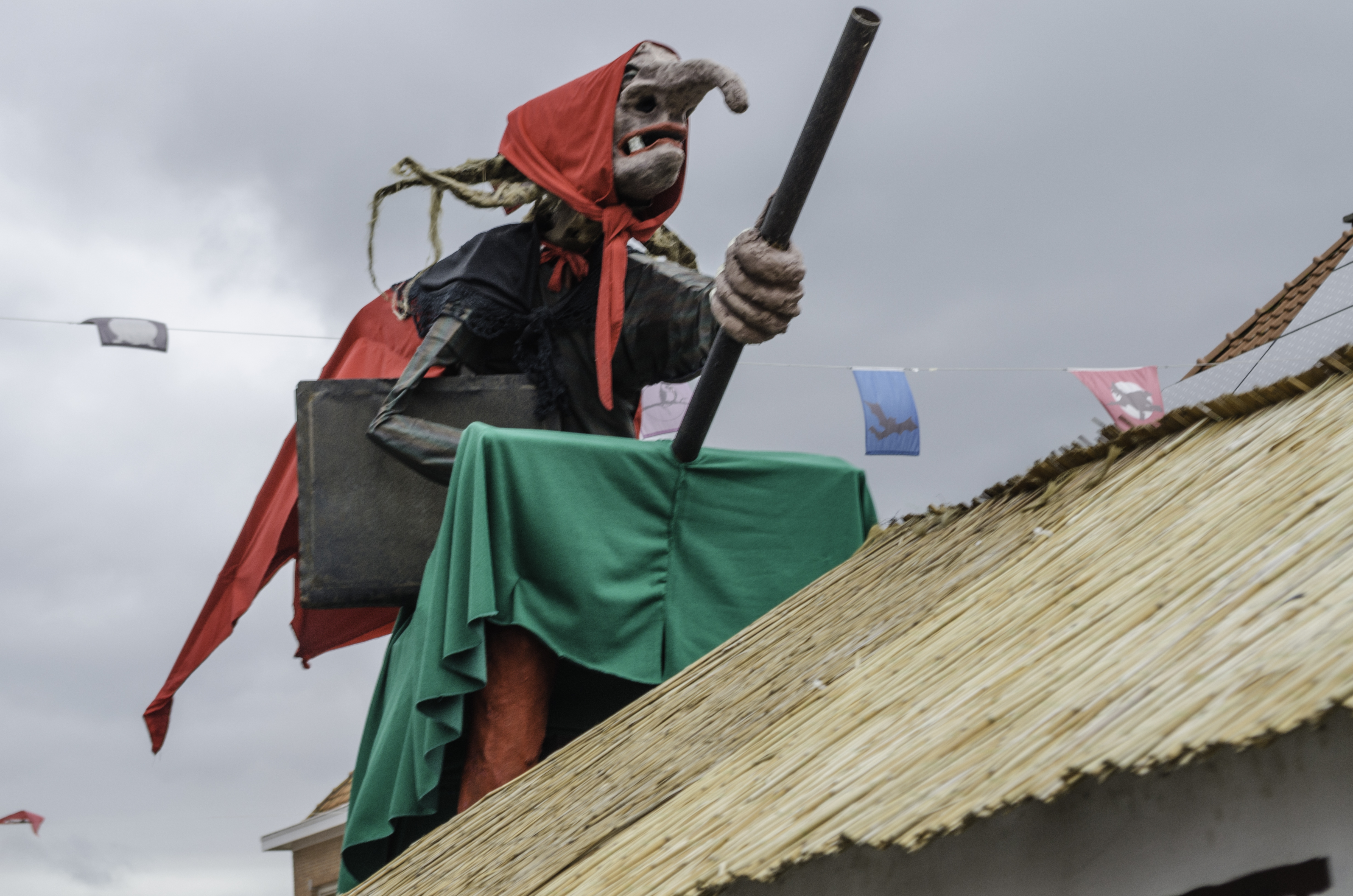
Vliegende heks Calle Bletters

### Calle Bletters
Geboren in 1668 met doopnaam Anna Catharina Belettere, dochter Pieter, Pier de peerdesmet. Langs de Wervikstraat woonden zij in 'de Betoverde Smesse'. Calle betoverde het liefst voermanspaarden die op bezoek kwamen bij haar vader, de hoevesmid. Ze legde haar linkerhand op de rug van de paarden en fluisterde spreuken die ze uit het grote toverboek leerde om die te betoveren. Ze heeft zoveel paarden betoverd dat haar vader op den duur geen werk meer had. Calle haalde haar kunsten uit het grote toverboek. Ze stierf in 1747 en smeet kort voor haar dood, haar zeer beheerd toverboek in het smessevuur.

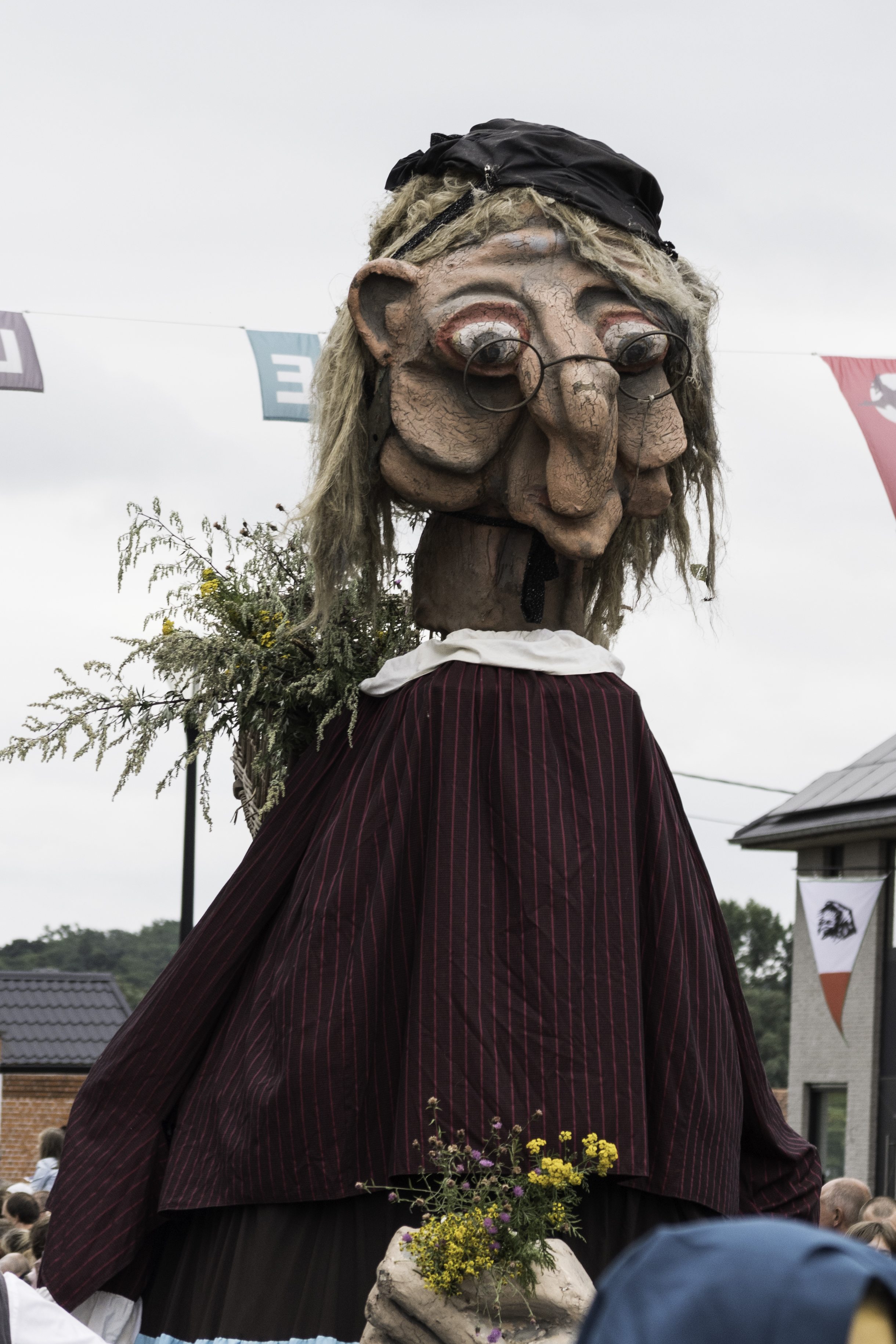
Reuzin Clette 'tAendegat tijdens de stoet

### Clette 'T Aendegat
Coleta Vandendycke was Clette's echte naam. Ze werd als boorling gevonden in de dijk bij het Crampenbusch aan de Zuidhoek (tussen Geluwe en Beselare) op 4 oktober 1703. Later verhuisde ze naar Geluwe. Clette had voeten als ovenpalen en handen als hamers. Ze was steeds opgetut en vond zichzelf de mooiste vrouw. Ze waggelde rond tussen Beselare en haar woonst in het Gavermeerschen om overschotjes brood bij de bevolking af te bedelen en verzamelde de die in haar wissen mande die ze op haar rug droeg om dan aan haar drie-orige konijnen te voeren. Iedereen gaf haar die overschotjes uit schrik omdat Clette graag deugnieterij uithaalde. Vooral zwangere vrouwen probeerden Clette snel af te wimpelen. Ze had immers altijd in de zak van haar short een flesje toverdrank zitten. Een afkooksel van rode smert en siljadoone. Siljadoone was een kruid die zwangere vrouwen niet mochten drinken of eten. Als men Clette in aantocht zag komen, legde men zout en paasnagel onder hun zulle. Dit zou het kwaad tegen houden. Op een warme namiddag in de maand juli van het jaar 1756 werd Clette levenloos terug gevonden, ze was overleden door een zonneslag.

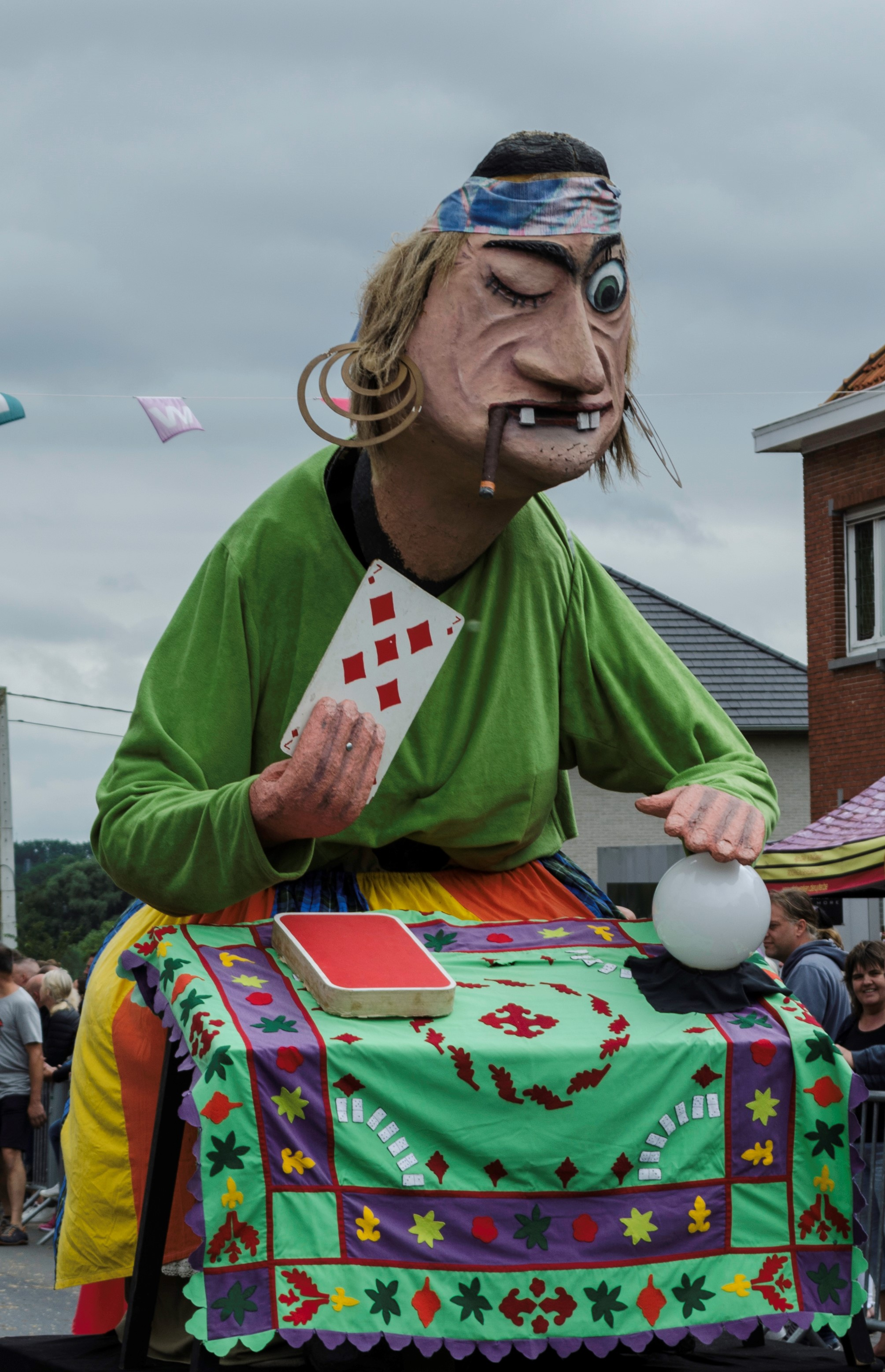
Reuzin Dokke van d'heulebeke tijdens de stoet

### Dokke van d'heulebeke
Dokke woonde begin jaren 1700 in een oud huisje langs Mispelaerebeek, een zijtak van de Heulebeek. Ze was een handkijkster en kaartlegster. De parochie verdacht haar van omgang met de duivel. Op haar sterfbed zat een zwarte geit en rond diezelfde tijd waren verschillende rare, spokerige gebeurtenissen bij haar woonst waar te nemen. Daardoor liepen de buurtbewoners weg en durfden ze het huis niet te betreden. Toen er geen geluid of beweging meer te horen of zien viel, is men het huis van Dokke binnen gegaan. Men trof Dokke dood aan met haar nek omgedraaid. De duivel vloog weg vanonder haar muts en ineens kwam een geur van solfer en brandend pek vrij. Nu waren ze zeker van haar omgang met de duivel. Haar huis met Dokke's lijk erin vloog die nacht in brand. Nooit heeft iemand nog op diezelfde plaats een woning willen bouwen.

### Fyte Kwick
Fyte Kwick kwam in het jaar van de pest (1699) met bamis aan de rand van het Vuilewaesbusch wonen. Haar verrotte stulp stond tussen de Vuilewaasstraat en de Zuidhoek en was helemaal overgroeid met biezen duivelsklauw en kwikkruid (vandaar Kwick). Niemand kende Fyte of wist vanwaar zij afkomstig was. Ze zag eruit als een misgroeid en verschrompeld schepsel met een te lang gezicht. Je kon haar van ver horen afkomen door haar piepende adem. Fyte was een waarzegster waarbij vreemd bezoek langs kwam.. Ze werd door andere toveressen verdacht van haar ziel te verkopen aan de duivel in ruil om waarzegster te kunnen zijn. Het volk wou daarom niet bij haar langsgaan want zij had God afgezworen enkel bijgelovige mislukkelingen gingen bij Fyte langs. In de winter van 1739-1740 was Fyte spoorloos verdwenen. Was ze vertrokken of had de duivel haar lichaam meegenomen? Voor de eerste wereld oorlog kon men de plek van Fyte's stulp nog aanwijzen door de overwoekering van duivelsklauw en kwikkruid. Na de Eerste Wereldoorlog is het Vuilewaesbusch en dus haar woonplaats verdwenen.

### Meele Crotte
Meele was de dochter van Paulus Wancourt, een koetsier van de markies. Meele was zelf portierster aan het kasteel Van der Woestyne. Ze joeg bedelaars aan de poot van het kasteel weg met de woorden 't es crotte(vandaar de naam). Meele was een geleerde preutse juffrouw met grote kennis van kruiden en planten waarmee ze tot buiten de parochie als kwakzalfster gekend stond. Zij woonde alleen op een stuk grond eigendom van de markies aan de Oosthoek. Rond haar woonst kweekte ze verschillende kruiden, maar voornamelijk kampernoelies. Met die paddenstoelen maakte ze verschillende kwakzalven die zouden helpen tegen scheurbuik, opstopping, buikloop, wormen, zweer nagels. Maar meestal werd zij gevraagd door het volk voor haar papenhoed, dit zou zieke geiten helpen om niet te sterven. Op de duur kwakzalfde Meele zo veel dat er meer geiten stierven dan dat zij genas. Daardoor werd zij beschouwd als lid van Sefa's heksenkring. Bij haar dood op 13 december 1751 werd op haar lichaam het duivelsteken gevonden en daarmee moest haar hele woonst en paddenstoelen kweek verbrand worden, het was hekserij!

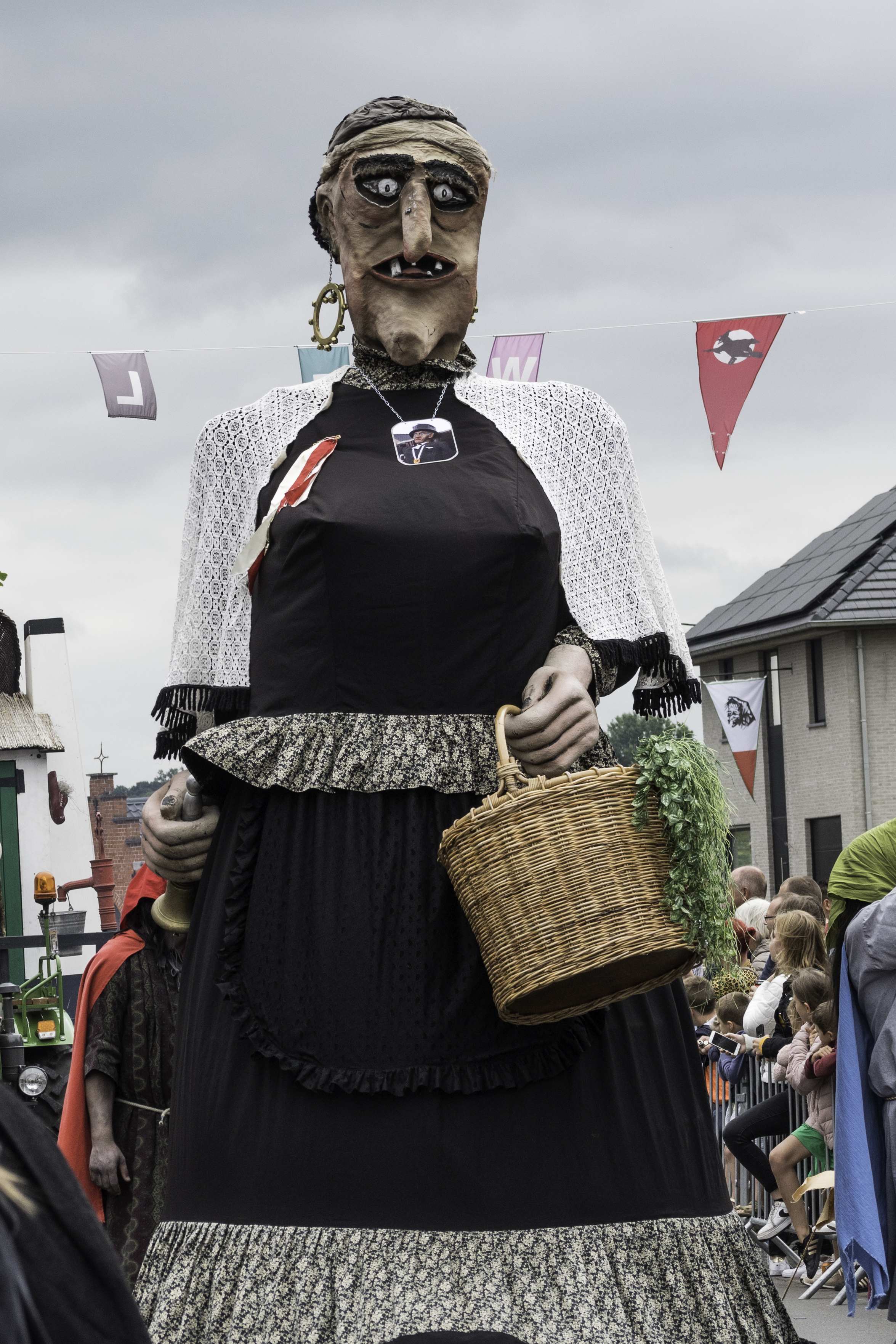
Reuzin Treze Belle met haar handbel

### Treze Belle
Gedenkboeken noemen ze Belle Fakke. Die naam zou ze te danken hebben aan het feit dat ze niet in staat was om arbeid te verrichten. Ze woont langs 't Hoenstraetje (hoenstraat) op het eind van het Coeysteertbusch in een klein laag huisje. Ze kondigde haar bezoeken aan met een handbel en leurde rond met galgenjongen (wortels van alruinplant die onder een galg groeiden). Lichtgelovige koopmannen kochten galgenjongen bij haar en gebruikten die als mascotte tijdens hun reizen.

### Tanneke Vanhulle
Tanneke was een welgestelde toveresse die woonde aan het Slangenmeersch langs de spilstraat. Het Slangenmeersch zou de plaats zijn waar heksen samen kwamen om te dansen en zingen. Ze werd verdacht van hekserij omdat rond haar woonplaats heel wat spokerij bestond. Kinderen vonden teenbijters in hun lakens. Oorkruipers zaten in baby's hun wiegen. Men kon geen boter karnen of had erge nachtmerries. Op een bepaald moment had een werkman een slang zien kruipen in het Slangenmeersch, toevallig had Tanneke ook een doosje slangenzalf in haar short zitten. Men gebruikte dit als bewijs dat Tanneke omging met de duivel en zichzelf in een slang kon veranderen. Het was de slangenheks die uiteindelijk zelf door een giftige slagenbeet stierf.

### Leeme Caduul
Sefa was goed bevriend met Leeme, daarom werd zij verdacht een heks te zijn. Ze woonde in een dishuisje langs 't Hoenwegelke (nu Nieuwstraat). Haar duivelse rosse kat achtervolgde haar als een hond. Zij was diegene die ervan verdacht werd poeder te hebben die zou veranderen in luizen. Varkens waren zwart van de luizen, kinderen zaten vol jeukende neten en werden blind door 'de distel' (huidziekte).

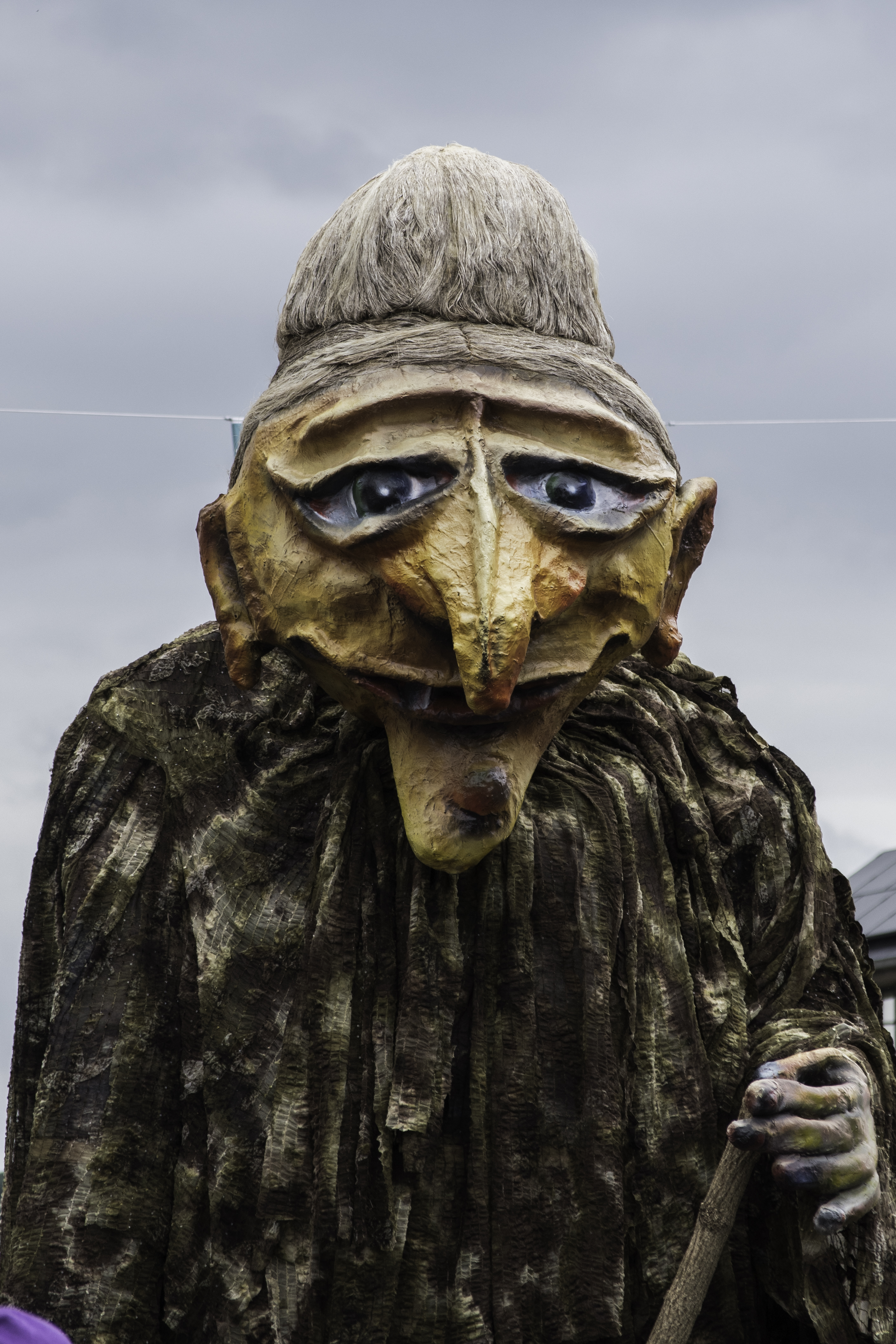
Babbe van d'Eijer Panders - verhaal van Edward Vermeulen

### Babbe van d’Eijer Panders
Babbe is anders dan de andere heksen geen legende, maar een verhaal geschreven door Edward Vermeulen. Haar echte naam was Barbara Vansuyt en ze woonde aan de rand van de Eijer Panders in een oud huis, op de hoek van de klijtemeers langs de voetweg 'De Mispelaer'. Het verhaal vertelt over Babbe, een oud versleten vrouwtje die reuzeldoof was en overal waar Babbe ten huize ging, werden de boorlingen ziek of stierven die.

## Thema's in de stoet

### Geschiedenis van het markizaat Beselare
Beselare was vanaf de jaren 1700 tot aan de Franse revolutie een Markizaat. Meer dan 400 jaar werd het dorp geleid door de familie Van Der Woestyne. De stoet start met een voorstelling van de markies en het leven in zijn kasteel.

### Heksen in sprookjes
Legendes over heksen komen overal ter wereld voor. De ene bekender dan de andere. Ook bekende heksen uit sprookjes als Sneeuwwitje of Hans en Grietje lopen mee in de stoet. Sinds enkele jaren werd ook Lotje het nieuwsgierige heksje (door auteur Lieve Baeten) geïntroduceerd in de stoet.

### Heksenfolklore in Beselare
De heksenlegendes uit Beselare, daarmee werd de stoet oorspronkelijk op poten gezet. Intussen is de stoet groter geworden en worden er meer geschiedenis en folklore opgenomen in de stoet dan enkel die uit Beselare.

Sinds haar doop in 1959 is reuzin en heksenmeesteresse Sefa Bubbels een vaste waarde tijdens de stoet. De legendes vertellen dat Sefa een grote breed geschouderde vrouw was. Met een korte nek, zwart haar in twee gevlochten staarten en handen en armen als kliefhamers. Haar aangezicht was okerkleurig vol diepe rimpels en op haar spitse neus had ze een wrat (vandaar de naam Bubbels). Met op haar schouder haar tamme grote bruingrijze steenuil. Ze wordt muzikaal begeleid door de Koninklijke Harmonie Sint Cecilia Beselare die het heksenlied speelt. Rond de reuzin dansen de in geel of groen geklede bezemdanseresjes.
Refrein Heksenlied:
En ons Hekse dat is Sefa, Sefa,
z'heeft een rugge lijk nen Boltra, Boltra,
En ons Hekse dat is Sefa, Sefa,
z'is gekend de wereld rond.
Calle Bleitersmaakte haar intrede in 1964. De tractor die haar door de stoet laat vliegen wordt gecamoufleerd als haar woonst. Zo heeft men de indruk dat Calle boven haar huis 'de Betoverde Smisse' vliegt. Calle is een dulle vliegende heks met pikzwarte ogen en een pikhaak neus.
Leeme Caduulis een lange magere heks vergezeld door haar rosse duivelse kat en een uil op haar schouder. Reuzin Leeme is sinds 1965 te bezichtigen in de stoet.
Meele Crottede vierde reuzin maakte haar intrede in 1966. In 1983 werd ze volledig vernieuwd. Ze was portierster bij de markies, een preutse geleerde juffrouw.
Tanneke Vanhulleloopt sinds 1968 in de stoet, vergezeld door vele slagen. Zij is immers de slangenheks. In 1975 werd ze volledig vernieuwd.
Treze Bellewerd in 1970 ingehuldigd. Kreeg een opfrisbeurt in 2007. De reuzin leurt rond met een mand vol galgenjongen (wortels van alruinplant) zoals in legendes daarover wordt verteld.
Dokke van d'Heulebekewerd in de stoet gedoopt in 1975. De reuzin rijdt rond al zittend aan haar tafel waar ze de kaarten legt. Met op haar hoofd een kleine, kleurrijke muts.
Clette 't Aendegatwerd gedoopt op de vooravond van de heksenstoet in 1985. De meest opgetutte reuzin uit de stoet met handen als hamers. Met een wissenmande op haar rug waarin ze overschotjes brood bewaarde om haar speciale konijnen te voeren.
Fyte Kwickwerd met toeters en bellen in 1999 voorgesteld aan het publiek tijdens de 36e heksenstoet. Zoals in de legendes verteld wordt, heeft zij een misvormd, lang, verschrompeld, groen aangezicht.
Babbe van d'Eijerpandersmaakte als laatste Beselaarse heks haar intrede. Ter gelegenheid van 50 jaar heksenstoet in 2009 kwam Babbe erbij. Een oud vrouwtje zoals beschreven in de verhalen van Edward Vermeulen.

### Heksen van Heinde en ver
Niet alleen Beselare staat bekend als toveressenparochie. Ook andere binnen en buitenlandse steden hebben in hun geschiedenis legendes over heksen of tovenarij. Nationale organisaties zoals Les Macrales di Hacourt, Les Macralles du Val de Salm en Les Macrales d'as Bonceles zijn onderdeel van de stoet. Ook organisaties van buiten België komen naar Beselare om mee te lopen in de stoet. Hexen-Jäger Kinzigtal komen uit Duitsland, alsook Czarownice Gminy Wicho uit Polen namen deel aan de stoet.

### Heksenparle
In dit deel van de stoet gaat het over de omgang met de duivel: het aanbidden van de duivel tot foltering door de duivel.

### Heksenveroordeling
Het laatste deel van de stoet staat in teken van het beschuldigen van hekserij, die beschuldigde in gevangenschap nemen en uiteindelijk veroordelen tot de brandstapel. Met als slot de uitvaart van Sefa '"Nu is ’t al." zei Sefa en ze spoog heur herte uyt'.

## Taferelen rond de Heksenstoet
De periode in en rond de heksenstoet wordt Beselare omgetoverd tot een echt heksendorp.
Vooraf aan de heksenstoet is het traditie dat bewoners de vlaggen uithangen en heksen in het straatbeeld doen verschijnen. Niet enkel om toeschouwers te lokken, maar elke editie gebeurt er ook een Heksenkeuring.
Vanuit Beselare markt vertrekt de heksenwandeling die u langs plekken doet voorbij wandelen waar de legendes zich hebben afgespeeld. Die kun je heel het jaar door bewandelen, maar in de periode voor de heksenstoet neemt vertelgroep Solfer en Salpeter toeschouwers mee langs een ander parcours om luisteraars te trakteren op heksenverhalen van hier en elders.
Wanneer er heksenstoet is, start het weekend feestelijk met het bal in de Nieuwstraat op vrijdagavond. De dag erop kun je jou inschrijven om deel te nemen aan de heksenknippeling. Dit is een volksspel waarbij men een kruik ophangt en met stokken gooit tot die breekt. De avond voor de stoet is er braderie in het dorp, zijn er verschillende optredens en een zeepkistenrace in de Geluwestraat.
Op de laatste zondag van juli, de dag van de stoet, zijn alle figuranten van 's morgens vroeg al bezig aan de laatste voorbereidingen. Om 13u start er straatanimatie om dan uiteindelijke 15u30 het startshot van de stoet te geven. De stoet start in de Geluwestraat en eindigt in de Nieuwstraat. Met een parcours van ongeveer 3 km lang trachten de figuranten het publiek 1:15 uur te entertainen.
Na de stoet sluit men af met een avondprogramma. Op de markt zijn tal van optredens met als slot van de avond de heksenveroordeling en verbranding. Dit is een licht- en vuurspektakel ondersteund door een duivels verhaal. Wanneer de heks op de brandstapel gebracht wordt, zingen en dansen Beselarenaars in kring rond het vuur, het heksenlied zingend voor hun meestertovenaresse Sefa.

## Wetenswaardigheden
- In 2017 bracht vzw Heksenstoet het gezelschapsspel Heks-O-Poly uit
- Er bestaat een verhaal van Stripfiguur Nero 'Hela de heks' waarin ook over Beselaarse heksen wordt gesproken.
- Over die heksenlegendes bestaat een wandelroute van 8 km.[5]
- Heks Babbe heeft haar eigen luchtballon die zowel in binnen- als buitenland aan verschillende manifestaties deelneemt.